# Château de Donnafugata
Le château de Donnafugata (Castello di Donnafugata) est situé à environ 20 km à l'ouest de Raguse, dans la province homonyme, en Sicile.

## Historique

### Les origines
Le site était déjà occupé par les Arabes qui y avaient établi des fortifications dès, semble-t-il, le XIe siècle (voire avant). Le nom « Donnafugata » signifie en italien « dame enfuie. »

### Remaniements à l'époque romantique
L'édifice fut remanié au XVIIe siècle, mais son aspect actuel est dû à Corrado Arezzo au XIXe siècle. Alors député-sénateur de Sicile (il possède un palais à Ragusa sur la Piazza Duomo, toujours existant) et nanti d'une grosse fortune, il entreprend de grands travaux d'embellissement : l'édifice est alors agrandi et décoré dans l'esprit romantique de l'époque (loggia néo-gothique). On ne conservera que la structure du château antérieur.

Afin de faciliter l'accès au site, le chemin de fer Siracuse-Gela-Canicattì aurait été détourné par ordre de Corrado Arezzo. Une gare sur cette ligne dessert donc le hameau.

## Le château
Le château actuel date donc majoritairement du XIXe siècle, ne conservant que quelques éléments structuraux des bâtiments antérieurs. On peut voir aujourd'hui les pièces luxueusement décorées, certaines malheureusement assez dégradées, malgré un début de restauration.

Il est entouré d'un parc de huit hectares. Deux types de jardins s'y côtoient harmonieusement : jardins à la française et jardins à l'anglaise. La végétation méditerranéenne s'épanouit sur ce terrain sec : on dénombre environ 1500 espèces différentes. Le baron Corrado Arezzo a participé à modifier en profondeur le parc du château. Il y a fait aménager divers types de divertissements pour les visiteurs, comme une grotte artificielle ou encore des facéties, plaisanteries destinées à piéger les visiteurs. En s'asseyant sur un banc, on actionnait par exemple un mécanisme qui éclaboussait la personne piégée. Aujourd'hui, les facéties ne fonctionnent plus et auraient besoin d'être rénovées.

## Photographies

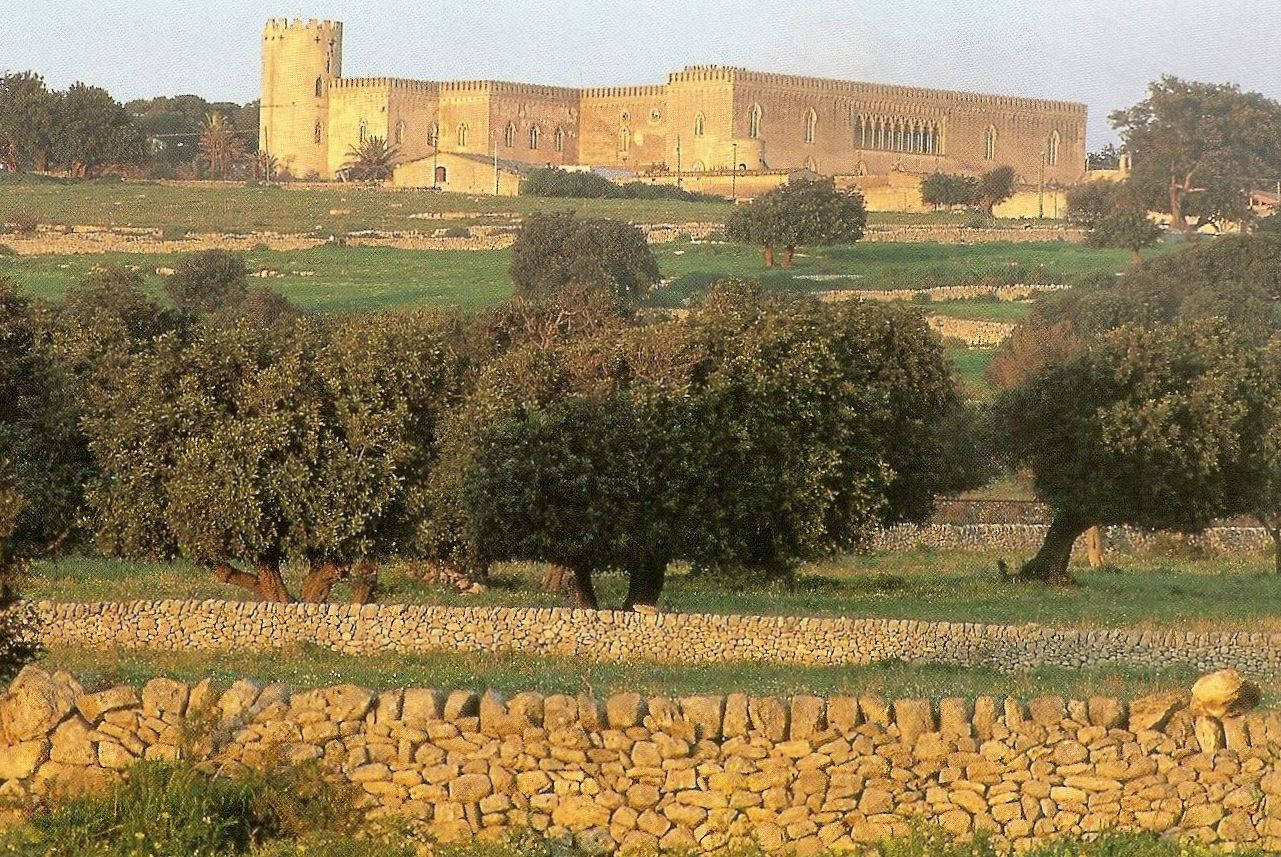
Vue générale du chateau
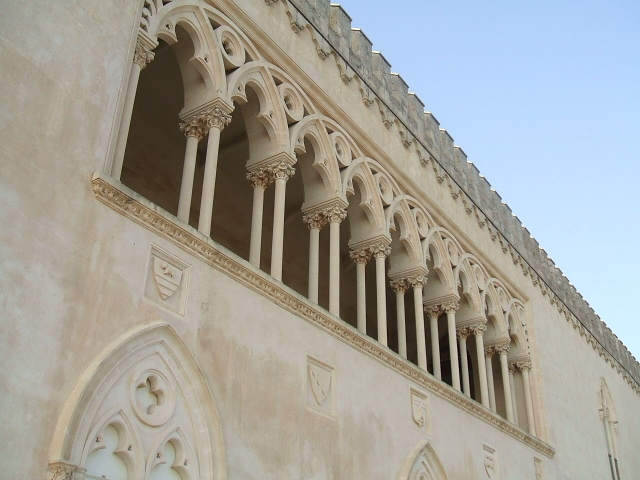
Détail de la loggia néo-gothique
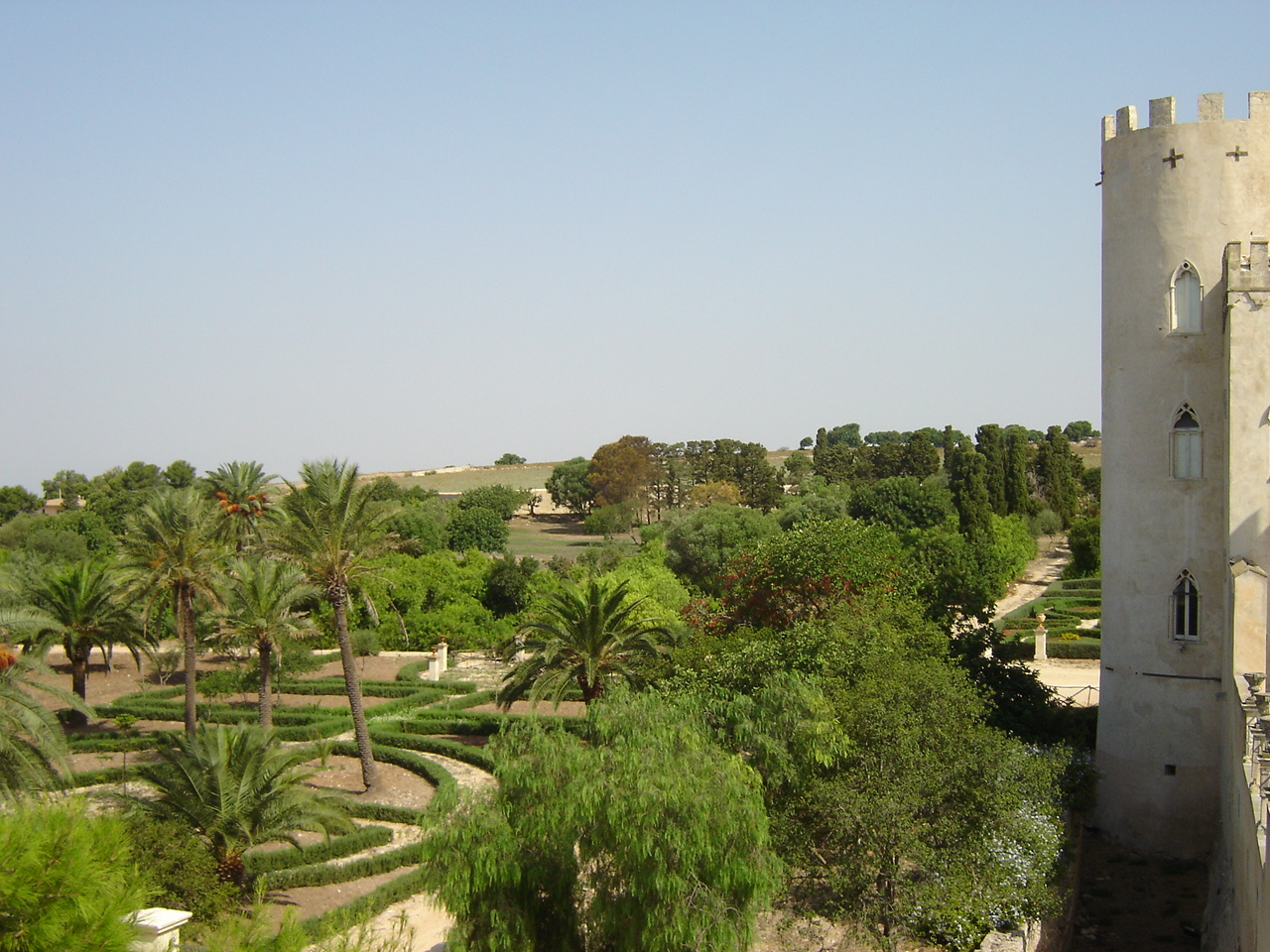
Vue des jardins